# 행성의 고리

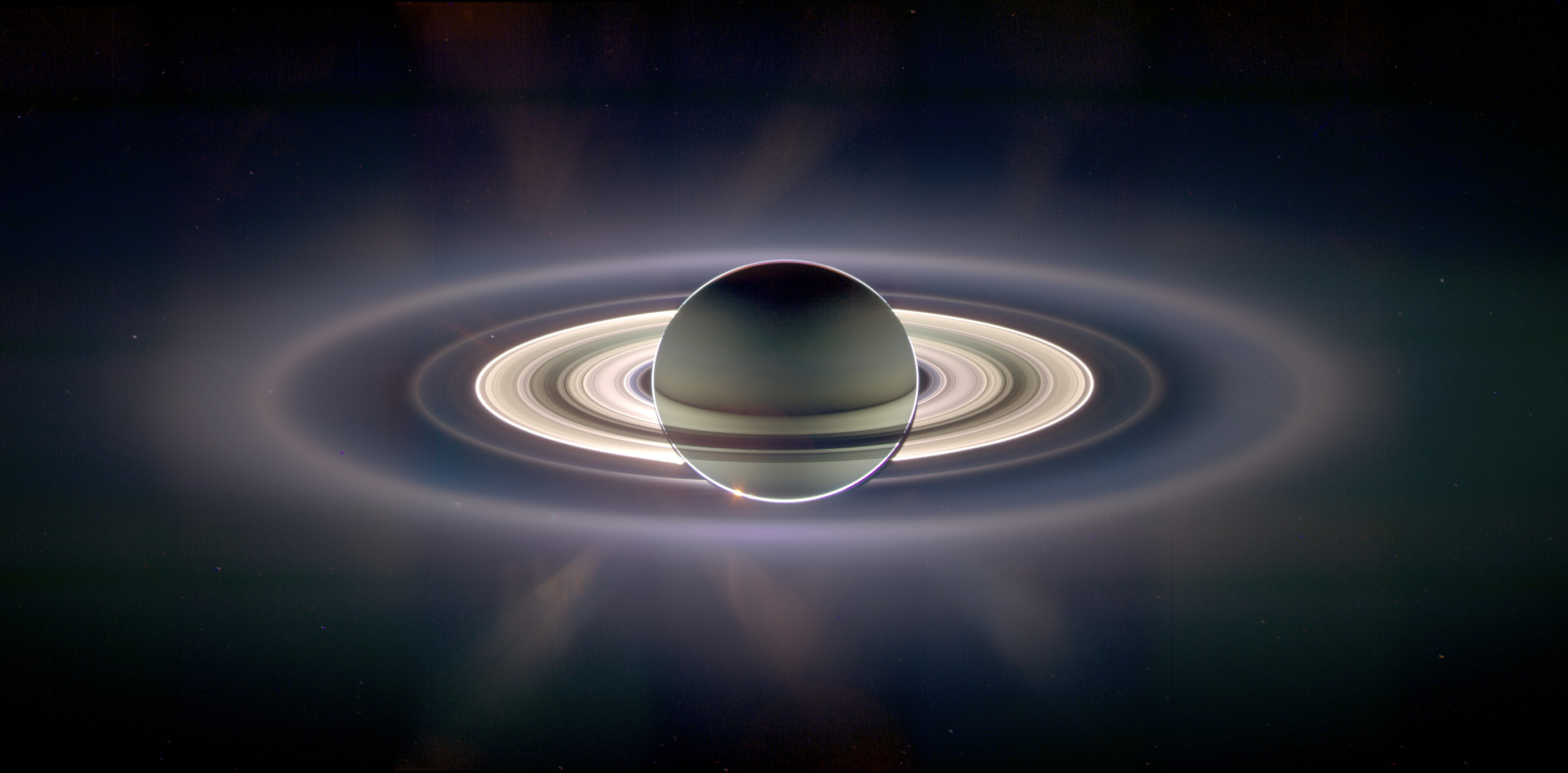
토성의 고리.

행성의 고리는 평평한 디스크 형태의 영역 내에 행성 주위로 공전하는 먼지와 다른 작은 입자들이다. 토성의 고리가 가장 눈에 잘 띄고 잘 알려져 있으나, 토성 뿐만 아니라 태양계의 나머지 목성형 행성들도 고리를 가지고 있다.
행성의 고리가 생성되는 세 가지 제안된 방식이 있다.
행성의 로쉬 한계 내여서 그리하여 위성을 형성하기 위해 뭉치지 못한 원시 행성 디스크의 물질에서 생성, 큰 충격에 의해 부서진 위성의 잔해에서 생성 또는 로슈 한계내로 통과할 때 조석 압력에 의해 부서진 위성의 잔해에서 생성되었다는 것이다.
대부분의 고리들은 불안하며 수억 수십억년의 과정을 거쳐서 분산되었다고 생각되었다. 그러나 토성의 고리는 매우 오래되었으며 태양계의 생성의 초기까지로 추정된다.
고리 입자들의 성분은 다양하다. 그것은 실리케이트 또는 얼음 먼지 일 수 있다.
더 큰 바위들과 자갈들도 역시 존재한다.
그리고 2007년에 단지 수백 미터 떨어진 8개의 작은 위성에서의 조석 효과가 토성의 고리 내에서 검출되었다.
때로 고리들은 고리내의 갭 또는 고리외부의 가장자기를 공전하는 양치기 위성을 지닐 것이다. 양치기 위성의 중력은 고리에 날카롭게 정의된 가장자리를 유지하게 한다.
양치기 위성 궤도에 가깝게 부유하는 물질은 고리 본체로 편향되어 돌아가거나 시스템에서 방출되거나 위성에 착증된다.
목성의 작은 가장 안쪽의 위성의 약간인 메티스와 아드라스테아는 목성의 고리의 내부에 있으며 목성의 로슈 한계 내에 있다.
이들 고리들은 목성의 조석력으로 이들 두 본체에서 끌어당기는 아마도 그들 표면위에 고리 물질의 충격으로 생성되는 물질로 구성되어 있을 수 있다.
로쉐 한계 내의 한 위성은 그 중력보다는 역학적인 힘만으로 서로 잡혀 있으며 그리하여 표면의 느슨한 물질들은 단순히 떨어져서 고리로 간다.
해왕성의 고리들은 매우 비정상적인데 그들이 처음에는 지구에서 관측할 때 불완전한 방전으로 구성된 것으로 나타났지만 보이저 2호의 영상은 밝은 덩어리를 지닌 완전한 고리임을 보였다. 목자 위성 갈라테아와 아마 다른 아직 발견되지 않은 목자 위성의 중력 영향의 이 뭉침의 원인이라고 생각된다.
명왕성은 어떠한 고리도 가지지 않는 것으로 알려져 있다. 그러나 약간의 천문학자들은 뉴 허라이즌스 탐사선이 2015년 그 곳을 방문할 때 발견할 수도 있을 것이라고 생각하고 있다.
화성의 위성 포보스는 그 낮은 궤도로 인해 약 5천만년 내에 부서져서 행성 고리를 형성할 거라고 예측된다.

## 같이 보기
- 목성의 고리
- 토성의 고리
- 천왕성의 고리
- 해왕성의 고리
- 레아의 고리
- 화성의 고리 (5천만 년 내에 포보스가 부서져 생길 것으로 추측됨)
- 달의 고리